# The Death of Adam
The Death of Adam è l'album in studio di debutto del produttore discografico e rapper statunitense 88-Keys, pubblicato nel 2008.

## Tracce
1. Morning Wood – 4:04
2. Nice Guys Finish Last – 2:12
3. The Friends Zone (feat. Shitake Monkey) – 4:04
4. Handcuff 'Em – 2:54
5. Stay Up! (Viagra) (feat. Kanye West) – 3:11
6. There's Pleasure in It – 1:31
7. (Awww Man) Round 2? – 2:39
8. Dirty Peaches (feat. J*DaVeY) – 4:27
9. Close Call (feat. Phonte of Little Brother) – 3:56
10. The Burning Bush (feat. Redman) – 3:49
11. Ho' Is Short for Honey (feat. KiD CuDi) – 3:04
12. No. I Said I LIKED You – 1:45
13. M.I.L.F. (feat. Bilal) – 3:49
14. Another Victim – 2:22